# My Own Way (Duran Duran)
My Own Way è un singolo dei Duran Duran contenuto nell'album Rio. È stato distribuito il 16 novembre 1981.
Il singolo è stato registrato e distribuito in largo anticipo rispetto all'uscita dell'album. I restanti brani di Rio sono stati incisi nei primi mesi del 1982; My Own Way è stato nuovamente inciso per la versione album, con alcune differenze rispetto al singolo del 1981.

## Classifiche
| Classifica (1981/82) | Posizione massima |
| -------------------- | ----------------- |
| Australia            | 10                |
| Finlandia            | 14                |
| Irlanda              | 20                |
| Nuova Zelanda        | 12                |
| Regno Unito          | 14                |